# Larry i Balki
Larry i Balki (ang. Perfect Strangers, 1986-1993) – amerykański serial komediowy stworzony przez Dale'a McRavena oraz wyprodukowany przez Miller-Boyett Productions, Lorimar-Telepictures i Lorimar Television.
Premiera serialu w Stanach Zjednoczonych miała miejsce 25 marca 1986 roku na amerykańskim kanale ABC. Ostatni odcinek serialu został wyemitowany 6 sierpnia 1993 roku. W Polsce serial nadawany był na nieistniejących już kanałach ATV i RTL 7 (jako W obcym mieście).

## Opis fabuły
Serial opowiada o losach cynicznego i pełnego ironii Amerykanina Larry'ego Appletona (Mark Linn-Baker) i jego szalonego, naiwnego, dobrodusznego kuzyna Balkiego Bartokomousa (Bronson Pinchot), który przeprowadza się do jego apartamentu w Chicago w stanie Illinois. Obaj panowie przeżywają wspólnie niezwykłe przygody.

## Obsada

### Główna
- Bronson Pinchot jako Balki Bartokomous
- Mark Linn-Baker jako Larry Appleton
- Melanie Wilson jako Jennifer Lyons (sezon II-VIII)
- Rebeca Arthur jako Mary Anne Spencer (sezon II-VIII)
- Belita Moreno jako Edwina Twinkacetti (sezon I-II)
- Belita Moreno jako Lydia Markham (sezon III-VII)
- Ernie Sabella jako Donald Twinkacetti (sezon I-II)
- Lise Cutter jako Susan Campbell (sezon I-II)
- Sam Anderson jako Sam Gorpley (sezon III-VII)

### Pozostali
- Jo Marie Payton jako Harriette Winslow (sezon III-IV)
- F.J. O'Neil jako pan Wainwright (sezon III-VII)
- Eugene Roche jako Harry Burns (sezon III)